# Parastrangalis vicinula
Parastrangalis vicinula là một loài bọ cánh cứng trong họ Cerambycidae.